# Платер, Владислав
Владислав Эварист Броэль-Плятер (пол. Władysław Ewaryst Plater; 7 ноября 1808, Вильно — 22 апреля 1889, Швейцария) — граф, член сейма Царства Польского во время Ноябрьского восстания (1830—1831), журналист и политик в эмиграции, основатель и член Общества Польского Национального музея в Рапперсвиле в 1870 году.

## Биография
Представитель польского дворянского рода Платер собственного герба. Старший сын графа Казимира Владислава Броэля-Платера (1779—1819) и Элеоноры Аполинарии Жабы (1784—1847), дочери каштеляна полоцкого Тадеуша Жабы. Младший брат — граф Цезарь Август Броэль-Платер (1810—1869).
В 1827 году он отправился в путешествие, во время которого он посетил Санкт-Петербург, Германию, Швейцарию и Англию. Начало польского восстания застала его в Англии, и в начале 1831 года он вернулся в Польшу. 25 января 1831 года он подписал акт о свержении российского императора Николая I Павловича с польского трона. 10 августа 1831 года подписал в Варшаве акт о присоединении к созданию Минского воеводства, также был избран депутатом от Вилейского повята, участвовал в заседаниях сейма в Закрочиме и Плоцке.
Его имущество было конфисковано царским правительством. В декабре 1831 года в Париже он вместе с братом Цезарем основал Общество литовских и русских земель. В мае 1832 года он уехал в Англию в связи с пропольской позицией Палаты общин Великобритании. Он был членом повстанческого парламента в изгнании. В 1833 году он вернулся в Париж и стал участвовать в деятельности Литературного общества, а от его имени издавал периодическое издание на французском языке Le Polonais. Journal des intérêts de la Pologne. Он служил связным князя Адама Ежи Чарторыйского с французским политическим миром. С декабря 1839 по июнь 1840 года он находился в Лондоне, посланный туда, чтобы заинтересовать британское правительство в вопросе Вольного города Кракова.
Вернувшись в Париж, Владислав Платер дистанцировался от окружения князя Чарторыйского. В 1841 году он основал монархистский Dziennik Narodowy. В 1844 году переехал в Швейцарию, где приобрел дом недалеко от Цюриха (вилла Брольберг). В 1843 году он женился на Каролине Бауэр (1807—1877), немецкой актрисе с европейской известностью. После начала Февральской революции 1848 года он приехал в Париж и заключил соглашение с лагерем Отель Ламберт. Он доставил во Франкфурт-на-Майне обращение бывших парламентариев восставшего сейма к генеральному германскому собранию.
После начала Январского восстания (1863—1864) Владислав Платер участвовал в организации переброски польской молодежи в страну из Италии через Швейцарию. 10 февраля 1864 года Ромуальд Траугутт одобрил его издание в Швейцарии на немецком языке для распространения пропаганды польского дела и приказал Владиславу Платеру выразить искреннюю благодарность за его патриотическую деятельность. В марте этого года комиссар Национального правительства Вацлав Пшибыльский официально назначил его агентом Национального правительства в Швейцарии.
В 1868 году Владислав Платер строил планы создания Антироссийского союза. В 1881 году, во время переговоров о конкордате между Ватиканом и Российской империей, он протестовал в своем мемориале против введения русского языка в католическую службу.
К столетию Барской конфедерации, в августе 1868 года, он на собственные средства основал Барскую колонну на Цюрихском озере. В 1870 году он перевел колонну в арендованный замок в Рапперсвиле. В этом здании в октябре 1870 года был открыт Польский национальный музей в Рапперсвиле.